# マエスケ
１まえたろう（マエスケ）、生年月日はWikipediaにより公開不可 - ）は、日本のYouTuber。出身地不明だが、関西弁を使っていることから関西という考察もある。

## 概要
マエスケは2013年頃からYouTubeを開始。主に実況するのは、「ロブロックス」、「フォートナイト」、「マインクラフト」などであり、今ではホラーゲームなども実況している。また、ぬいぐるみやキーホルダー、アパレルグッズなどクレーンゲームのグッズのマエスケグッズも存在する。グッズ類においてはマエスケの使う緑色の形容し難いキャラクターがモチーフとなっている。

## 略歴
- 2013年頃からメインチャンネル、「マエスケ」でYouTubeを開始。
- 2019年頃から2022年頃まで主にフォートナイトを実況。
- 2022年2月13日にチャンネル登録者60万人を達成。[3]
- 2023/07/25に「イッヌチャンネル」を開始[4]
- 2023/10/27にグッズを販売。
- 2024年5月13日にチャンネル登録者100万人を達成。